# 홍콩의 주화
홍콩의 주화 (Hong Kong coinage)는 10¢, 20¢, 50¢의 센트 동전과, $1, $2, $5, $10의 달러 동전으로 구성되며 홍콩 특별행정구 정부 산하 홍콩 금융관리국이 발행한다. 1863년부터 1992년까지는 이들 동전에 영국 국왕의 초상이 새겨졌다. 1993년 1월부터 1994년 11월까지는 홍콩난초나무 꽃이 새겨진 새로운 시리즈가 조금씩 발행을 시작했고 10달러 동전이 새로 도입됐다. 1993년 동전 교체 작업을 통해 엘리자베스 2세가 새겨진 약 5억 8300만개의 동전이 유통을 멈추고 회수됐다. 하지만 이 시리즈의 동전은 여전히 법적 효력을 지닌다. 홍콩에서 유통되는 모든 동전의 총액은 월간 통계와 연간 리포트로 볼 수 있다.

## 1997년 이후 유통되는 동전
1997년 옥토퍼스 카드의 도입 이래 홍콩에서 적은 액수의 화폐 거래는 거의 옥토퍼스 카드 거래로 이뤄지고 있다. 1998년부터 2011년까지 홍콩 금융관리국은 유통하기에 충분한 양을 갖췄다고 판단하고 새로운 동전 발행을 중단했었다. 그러다 2012년 홍콩난초나무 꽃 시리즈 주조를 재개하여 지난 14년간 멈췄던 동전 발행을 다시 시작했는데, 2004년 이후로 홍콩 내에서 동전 소비가 증가했던 것이 재개 사유 중 하나였다.
새로 발행되는 동전의 앞면에는 일반적인 홍콩난초나무 꽃 문양과 한자와 영어로 된 '홍콩'이란 글자가 새겨져 있다. 뒷면은 그 동전의 액면가에 따라 한자와 영어 (아라비아 숫자)로 중앙에 써넣고 아래와 같이 발행년도를 새겼다.
| 10¢                    | 조지 6세, "KING GEORGE THE SIXTH"                | 액면가, 국가명, 주조연도              | 1948년 |             |
| 10¢                    | 엘리자베스 2세, "QUEEN ELIZABETH THE SECOND"     | 액면가, 국가명, 주조연도              | 1955년 |             |
| 20¢                    | 엘리자베스 2세, "QUEEN ELIZABETH THE SECOND"     | 액면가, 국가명, 주조연도              | 1975년 |             |
| 50¢                    | 조지 6세, "KING GEORGE THE SIXTH"                | 액면가, 국가명, 주조연도              | 1951년 |             |
| 50¢                    | Queen Elizabeth II, "QUEEN ELIZABETH THE SECOND" | 액면가, 국가명, 주조연도              | 1958년 |             |
| $1                     | 엘리자베스 2세, "QUEEN ELIZABETH THE SECOND"     | 홍콩의 문장, 액면가, 국가명, 주조연도 | 1960년 |             |
| $2                     | 엘리자베스 2세, "QUEEN ELIZABETH THE SECOND"     | 홍콩의 문장, 액면가, 국가명, 주조연도 | 1975년 |             |
| $5                     | 엘리자베스 2세, "QUEEN ELIZABETH THE SECOND"     | 홍콩의 문장, 액면가, 국가명, 주조연도 | 1976년 |             |
| $5                     | 엘리자베스 2세, "QUEEN ELIZABETH THE SECOND"     | 액면가, 국가명, 주조연도              | 1980년 |             |
| 홍콩난초나무 꽃 시리즈 |                                                  |                                       |        |             |
| 10¢                    | 홍콩난초나무 꽃, "HONG KONG"                     | 액면가, 주조연도                      | 1993년 | 1994년 5월  |
| 20¢                    | 홍콩난초나무 꽃, "HONG KONG"                     | 액면가, 주조연도                      | 1993년 | 1993년 10월 |
| 50¢                    | 홍콩난초나무 꽃, "HONG KONG"                     | 액면가, 주조연도                      | 1993년 | 1993년 10월 |
| $1                     | 홍콩난초나무 꽃, "HONG KONG"                     | 액면가, 주조연도                      | 1993년 | 1993년 10월 |
| $2                     | 홍콩난초나무 꽃, "HONG KONG"                     | 액면가, 주조연도                      | 1993년 | 1993년 1월  |
| $5                     | 홍콩난초나무 꽃, "HONG KONG"                     | 액면가, 주조연도                      | 1993년 | 1993년 1월  |
| $10                    | 홍콩난초나무 꽃, "HONG KONG"                     | 액면가, 주조연도                      | 1993년 | 1994년 11월 |

## 보안 장치
홍콩 10달러 동전은 두 가지 종류의 금속으로 제작됐다. 바깥 테두리는 흰색 니켈과 합금으로, 안쪽은 황동을 사용했다. 앞면의 홍콩난초나무 꽃 문양은 돋을새김으로 선명하게 박혀 있다. 테두리와 안쪽 사이의 깔끔한 결합도 홍콩 10달러 동전의 특징 중 하나다. 또 테두리가 평평한 것과 들쑥날쑥한 것의 두가지 종류가 있다. 홍콩 5달러 동전은 들쑥날쑥한 테두리로 되어 있다. 이 테두리의 홈 속에는 '홍콩 5달러'(Hong Kong Five Dollars)라는 문구가 영어와 중국어로 돋을새김되어 있다. 1달러와 50센트 동전은 이보다 덜 들쑥날쑥한 테두리이며 2달러와 20센트 동전은 물결 모양의 테두리이다. 10센트 동전은 평평하다.
홍콩의 동전은 관련 법 (제200장 98조~102조)에 따라 위조시 처벌을 받는다. 위조 지폐나 동전을 제조, 보유, 통제, 교환하는 것은 불법이며 최대 14년의 징역에 처할 수 있다.

## 발행 기관
옛날에 홍콩 달러의 동전을 발행했던 기관은 다음과 같다.
- 영국 조폐국 런던 본부
- 영국 조폐국 홍콩 지부
- 버밍엄 소호의 제임스 와트 앤드 컴퍼니 사
- R. 히튼 앤드 선즈 유한공사 (지금의 버밍엄 민트 유한회사)
- 킹스 노튼 메탈 컴퍼니 유한공사

## 참고 문헌
- Ma Tak Wo 2004, Illustrated Catalogue of Hong Kong Currency, Ma Tak Wo Numismatic Co., LTD. Kowloon, Hong Kong. ISBN 962-85939-3-5